# Josefine Allmayer
Josefine Allmayer (* 21. Dezember 1904 in Kierling; † 1. November 1977 in Klosterneuburg) war eine österreichische Scherenschnittkünstlerin.

## Leben
Josefine Allmayer war das älteste von sechs Kindern des Tapezierers Hans Allmayer (1877–1955) und dessen Ehefrau Josefa, geb. Wieser (1875–1948), die als Pflegerin in der Nervenheilanstalt Gugging arbeitete. Die Familie lebte in ärmlichen Verhältnissen. Hans Allmayer, der sich mit Scherenschnitten etwas hinzuverdiente, unterrichtete seine Tochter schon als Kind in dieser Kunst. Als sie zwölf Jahre alt war, konnte er erstmals einen ihrer Scherenschnitte (Winterwald) verkaufen.
1920 hatte Josefine Allmayer eine erste Ausstellung im Wiener Kunstverlag Würthle, auf der sie einige kleine Tiersilhouetten zeigte. Finanzielle Unterstützung erhielt sie von dem wissenschaftlich humanitären Verein „Kosmos“ und der Künstlervereinigung „Weiße Insel“, deren Ausstellungen sie ab 1924 mehrfach beschickte. Ihre Arbeiten wurden auch international gezeigt, beispielsweise in der Schweiz und in New York. 1928 hatte sie eine erste Personalausstellung, die die „Großösterreichische Jugend“ in Wien für sie veranstaltete.
Allmayer galt mit 25 Jahren als eine der bedeutendsten Scherenschnittkünstlerinnen im deutschsprachigen Raum. Sie arbeitete als Gebrauchsgrafikerin und erhielt unter anderem Aufträge des österreichischen Kaiserhauses. Auch Adolf Hitler zeigte Interesse an ihrer Kunst und schickte ihr eine Karte, auf der er ihre Scherenschnitte lobte.
Josefine Allmayer wohnte in Kierling, Haselbach und Gugging. 1960 heiratete sie den Oberlandesgerichtsrat Josef Scheib († 1971). Zeitweilig war sie bei ihm in Wien gemeldet. 1977 starb sie im Alter von 72 Jahren im Spital in Klosterneuburg.

## Nachlass und Würdigung
In Klosterneuburg wurde die Allmayergasse nach Josefine und Hans Allmayer benannt. Anlässlich dieser Ehrung veranstaltete 1988 das Heimatmuseum ihres Geburtsortes Kierling eine Personalausstellung für Josephine Allmayer. Das im Jahr zuvor neu eröffnete Museum trug in den folgenden Jahrzehnten die umfangreichste Sammlung zu der Künstlerin zusammen. So erwarb es 1998 Josefine Allmayers künstlerischen Nachlass von ihrer jüngsten Schwester Anna Allmayer. Zu den weiteren bedeutenden Erwerbungen gehören 2003 die Tagebücher der Mutter und 2018 Korrespondenz der Familie und persönliche Dokumente wie eine Identitätskarte von Josefine Allmayer. Ihr Nachlass wurde digitalisiert und im In- und Ausland (u. a. Oberösterreich, Deutschland, China) präsentiert. 2017 organisierte das Museum Kierling eine Sonderausstellung anlässlich des 40. Todestages von Josefine Allmayer und veröffentlichte eine Begleitpublikation, die eine Reihe ihrer Scherenschnitte in Kombination mit Gedichten ihrer Freundin Amalie Popp (1881–1963) enthält.

## Werk
Josefine Allmayer stellte mit ihren Scherenschnitten Landschaften, Porträts, Figürliches, Blumen und Tiere dar. Oft wählte sie religiöse Motive. Sie setzte eine neuartige Technik ein, indem sie durch den Einschub von Transparentpapier zwischen Vorder- und Hintergrund einen dreidimensionalen Effekt erzielte. Teilweise handelte es sich dabei um farbiges Seidenpapier. Ihre Technik wurde im Laufe der Zeit immer verfeinerter, bis hin zu geschnittenen Signaturen.
Allmayers Gesamtwerk umfasst über 3.000 Scherenschnitte. Hauptsächlich war sie als Gebrauchsgrafikerin tätig. Neben freien Scherenschnitten erschienen über 1000 ihrer Arbeiten als Künstlerkarten in verschiedenen Varianten, die sie teilweise im Eigenverlag veröffentlichte. Weiters trug Allmayer Scherenschnitte als Illustrationen zu über 500 Druckwerken wie Büchern, Zeitschriften, Broschüren und Kalendern bei. Häufig arbeitete sie mit dem Verlag des Missionshauses St. Gabriel zusammen, für das sie unter anderem den St.-Gabriel-Kinderkalender 1931 gestaltete. Von 1929 bis 1938 illustrierte sie den Kaiser-Karl-Gedächtniskalender. Neben deutschsprachigen Zeitschriften erschienen ihre Werke auch in skandinavischen Zeitungen wie der Aftenpost, für die sie eine Weihnachtsausgabe gestaltete. Sie schuf zudem einige Scherenschnitt-Exlibris.
Werke von Josefine Allmayer befinden sich unter anderem im Museum Kierling, Stadtmuseum Klosterneuburg, Stiftsmuseum Klosterneuburg, Beethoven-Haus Bonn, Graphisches Kabinett Winterthur und Jordan Schnitzer Museum of Art.

### Scherenschnitte in öffentlichen Sammlungen (Auswahl)
- Beethoven beim Spaziergang im Wald, um 1920–1925, 23,7 × 19,5 cm, Bezeichnung rechts unten: Josefine Allmayer., Titel links unten Beethoven. Beethoven-Haus Bonn, Sammlung H. C. Bodmer, HCB BBi 16/33[8]
- Happy Herding, Woodcutters und Resting in the Shade, 1945–1962, Jordan Schnitzer Museum of Art[9]
- Die kaiserliche Familie feiert Weihnachten. Kaiser Karl, Kaiserin Zita und ihre Kinder Otto und Adelheid, Museum Kierling[6]

### Bücher mit Scherenschnittillustrationen und Buchschmuck von Josefine Allmayer (Auswahl)
- Romantische Lieder: nach Weisen von Anton Orel zur Laute zu singen. Vogelsang-Verlag, Wien 1925.
- Fritz Simhandl: Von da ewige Liab. Gedichte. O. Höfels, Wien 1928.
- Sophie zu Eltz: Schutzengelstunde. Geschichten von den lieben Heiligen. Den Kindern erzählt. Mit 67 Scherenschnitten von Josefine Allmayer. Kösel & Pustet, München 1931.
- Karel Kašpar: Eindrücke von Konnersreuth. In dt. Sprache hrsg. von Friedrich Ritter von Lama. Mit Original-Scherenschnitt Es ist vollbracht von Josefine Allmayer. Badenia, Karlsruhe 1932.
- Berthold Dietrich: Der Kampf um den Frieden: eine Fürstentragödie in 5 Bildern. Großösterreichische Gemeinschaft, Wien 1933.
- Karl Klemens (Hrsg.): Unser Wien: Erlebnisse einer Klasse. Lesestoffe für die 3. Schulstufe an Wiener Volksschulen und Klassenlesestoffe für die 4. Schulstufe an Volksschulen der übrigen Bundesländer. Österreichischer Bundesverlag Wien, München 1933.
- Karl Klemens (Hrsg.): Heimatland: Lesestoffe für das 4. Schuljahr an Volksschulen in Wien und Niederösterreich. Österreichischer Bundesverlag Wien, München 1934.
- Antonin Grimm: Das Ehrenbuch der Mutter. Schöningh, Paderborn 1936.
- Vinzenz Goller, Johann Paul Simmer: Liederbuch. Teil 1. Für die 1. und 2. Klasse der Mittel- und Hauptschulen und für die Oberstufe der Volksschulen. 7. Auflage. Österreichischer Bundesverlag Wien, München 1937.
- Adalbert Oberleitner: Niederösterreichisches Sagenbüchlein. St. Andrä-Wördern 1948.
- Isolde Emich: Drei Legenden. (Die gelben Rosen, Das Marienkäferchen. Der Lebkuchen.) Österreichischer Bundesverlag Wien, München 1958.

### Sonstige Gebrauchsgrafik
- Exlibris für Arthur Fuchs, Dr. Herbert Körbl, Hans Stierschneider, Josef Ziwutschka und den Buchring, Wien[1]

## Ausstellungen (Auswahl)
- 1920: Kunstverlag Würthle, Wien
- 1924–1928: Vereinigung schaffender Künstler „Weiße Insel“, u. a. im Glashaus des Augartens
- 1925: Kollektiv-Ausstellung im Graphischen Kabinett Winterthur
- 1927: Gustave François, Georg Weber, Margrit Wermuth, Josefine Allmayer, Kunstmuseum St. Gallen
- 1927, 1928: heimische Künstler Klosterneuburgs, Marmorsaal des Stiftes Klosterneuburg
- 1928: Ausstellung von Scherenschnitten unserer jungen, katholischen, österreichischen Künstlerin Josefine Allmayer veranstaltet von der Großösterreichischen Jugend, Wien
- 1930, 1931, 1933: Verband bildender Künstler Wiener Heimatkunst, Hofburg Wien/Künstlerhaus Brünn/Messepalast Wien
- 1956: Heimische Künstler der Gegenwart, Heimatmuseum Tulln
- 1986: Aus dem Nachlass der Scherenschnitt-Künstlerin Josefine Allmayer, Stadtmuseum Klosterneuburg
- 1988: Malerei in Niederösterreich 1918–1988, Karmeliterhof St. Pölten
- 1988: Josephine Allmayer. Ein Leben für den Scherenschnitt. Der Scherenschnitt am Beispiel Josefine Allmayer 1904–1977, Kierlinger Heimatmuseum
- 2002: Josefine Allmayer 1904–1977. Ein Leben für den Scherenschnitt, Jahresausstellung des Kierlinger Heimatmuseums im Stiftsmuseum Klosterneuburg
- 2005: Josefine Allmayer. Ein Leben für den Scherenschnitt, Österreichisches Papiermacher- und Druckereimuseum Steyrermühl, Laakirchen
- 2007: Museum Kierling – die Scherenschnittkunst in Österreich, Rui Jin Er Lu-Kulturzentrum in Shanghai
- 2011: Vielfältige Scherenschnittkunst aus Österreich, Ausstellung des Museum Kierling in Shaoxing und Hangzhou
- 2012: Die Scherenschnitte des Museums Kierling – Josefine und Vater Hans Allmayer - Chinesische Scherenschnitte, Museum Kierling
- 2014: The Delicate World of Josefine Allmayer. Papercuts from the Permanent Collection, John and Ethel MacKinnon Gallery, Jordan Schnitzer Museum of Art, Oregon[9]
- 2017: Kunst mit Papier und Schere, Museum Kierling